# Kahrasenjärvi (sjö i Luumäki, Södra Karelen)
Kahrasenjärvi är en sjö i kommunen Luumäki i landskapet Södra Karelen i Finland. Sjön ligger 75,8 meter över havet. Arean är 55 hektar och strandlinjen är 3,68 kilometer lång. Sjön  ingår i Kymmene älvs huvudavrinningsområde.   Den ligger omkring 41 km väster om Villmanstrand och omkring 160 km nordöst om Helsingfors. 